# Battaglia di Moyry Pass
La battaglia di Moyry Pass (o battaglia del passo di Moyry) venne combattuta tra il settembre e l'ottobre del 1600 nelle contee di Armagh e Louth, nell'Irlanda del nord, nell'ambito della guerra dei nove anni. Fu il primo scontro di peso significativo dopo l'accordo di pace dell'anno precedente raggiunto tra il capo dei ribelli irlandesi Hugh O'Neill e il comandante inglese conte di Essex.
La battaglia venne combattuta dagli eserciti di O'Neill e lord Mountjoy, al seguito del conte di Essex. Mountjoy era determinato a colpire gli O'Neill nel cuore della loro terra e nell'ovest dell'Ulster, al passo di Moyry. Nel corso delle due settimane di assalto le truppe inglesi si stabilirono presso Armagh, subendo pesanti perdite, mentre Mountjoy si ritirò con difficoltà a Dundalk.

## La campagna militare
La strategia di Mountjoy era quella di schiacciare la ribellione di O'Neill riducendo gradualmente il suo territorio nell'Ulster con un anello sempre più stretto di accampamenti fortificati. Con questo proposito in mente, era sbarcato con delle forze a Derry nella provincia settentrionale e a Carrickfergus nell'Ulster dell'est. Nel settembre  del 1600, Mountjoy si spostò a nord da Dublino e concentrò le proprie forze a Dundalk, inviando un'ulteriore spedizione nell'Ulster e riportando una guarnigione ad Armagh, posizione che venne evacuata dagli inglesi dopo la vittoria delle forze di O'Neill nella battaglia di Yellow Ford nel 1598.
Il 17 settembre 1600, Mountjoy uscì da Dundalk, intenzionato a marciare verso Newry e poi da lì verso Armagh. Il passo di Moyry (o "varco del nord") era il solo punto di entrata nell'Ulster (gran parte della regione era boscosa e montuosa) ed era stato ben fortificato da O'Neill con trincee e barricate. Vi erano tre linee di trincee, barricate di terra e pietre, oltre ad altre fortificazioni locali realizzate con piante a basso fusto per dare nel contempo copertura agli attaccanti.

## La battaglia
Gli inglesi raggiunsero il passo il 20 settembre e si accamparono appena fuori, a sud della collina di Faughart. Sfruttando la nebbia levatasi il giorno 25 settembre dal terreno, un ufficiale di nome Thomas Williams (che aveva comandato il forte di Blackwater nel corso della battaglia di Yellow Ford) fece una sortita nel passo. Dopo pesanti combattimenti identificò le difese irlandesi e tornò all'accampamento inglese con 12 morti e 30 feriti. Per sei giorni, pesanti piogge impedirono i combattimenti che vennero rimandati sino a quando il tempo non si rischiarò, il 2 ottobre. Il tempo atmosferico era importante perché i cani dei moschetti non erano in grado di funzionare con la pioggia. Il 2 ottobre, sir Samuel Bagnall guidò il suo reggimento di fanteria verso il passo alla testa di quattro altri reggimenti. Gli inglesi fecero breccia nella prima barricata, ed il reggimento di Thomas Bourke aprì la strada verso la seconda e la terza linea difensiva. Gli inglesi raggiunsero la seconda linea solo per trovarsi in una trappola, col fuoco concentrato da tre fronti. Gli inglesi tentarono di distogliere gli irlandesi dalle loro posizioni per tre ore prima di ritirarsi, inseguiti dagli irlandesi. Gli inglesi riportarono 46 morti e 120 feriti nell'operazione.
Il 5 ottobre lord Mountjoy inviò due reggimenti verso le colline ad ovest, con un solo reggimento di cavalleria di supporto. Anche in questo caso nulla ottennero gli inglesi, se non altri 50 morti e 200 feriti.
Il 9 ottobre il consigliere privato della regina, Geoffrey Fenton, scriveva: "noi ora ci siamo ,ma siamo solo all'inizio". Mountjoy si ritirò a Dundalk (l'8 o il 9 ottobre), ma il 14 giunse al campo inglese la notizia che O'Neill aveva abbandonato il passo e si era ritirato all'accampamento verso il crannóg di Lough Lurcan. La spiegazione più logica del ritiro di O'Neill fu probabilmente l'essere ormai a corto di munizioni e di cibo e temere nuovi attacchi da parte degli inglesi.
Mountjoy occupò il passo di Moyry il 17 ottobre e smantellò le difese preparate da O'Neill. Marciò quindi verso Carrickban, appena fuori da Newry, e domenica 2 novembre pose il proprio accampamento a Mountnorris (e metà strada tra Newry e Armagh). Qui fece costruire un forte di terra e vi lasciò una guarnigione di 400 uomini al comando del capitano Edward Blaney. Marciò quindi ancora una volta verso Dundalk passando Carlingford, ma venne attaccato il 13 novembre da O'Neill, presso il passo di Fathom, e subì 15-20 morti e 60-80 feriti.

## Conseguenze
La battaglia del passo di Moyry condusse a uno stallo: Mountjoy non poté conquistare definitivamente il passo, O'Neill non poté mantenerlo definitivamente. Mountjoy stabilì la propria guarnigione a Mountnorris, ma dovette ritirarsi a Dundalk dopo aver subito numerose perdite. Mountjoy disse di aver subito solo 200 morti e 400 feriti nei combattimenti dal 20 settembre al 13 novembre, anche se probabilmente questi numeri furono molto sottostimati. I più, secondo quanto da lui riportato, morirono a causa delle malattie. Le perdite irlandesi riportate dagli inglesi furono ancora meno credibili, con 900-1200 tra morti e feriti, soprattutto se considerato che questi avevano a disposizione fortificazioni create appositamente per l'occasione e furono loro a tendere un'imboscata.